# Aleksandretta czarnokantarowa
Aleksandretta czarnokantarowa, papuga czarnokantarowa (Psittacula graminea) – gatunek średniej wielkości ptaka z rodziny papug wschodnich (Psittaculidae). Endemit indonezyjskiej wyspy Buru. Narażony na wyginięcie.

## Taksonomia
Gatunek ten po raz pierwszy zgodnie z zasadami nazewnictwa binominalnego został opisany w 1788 r. przez niemieckiego przyrodnika Johanna Friedricha Gmelina w 13. edycji linneuszowskiego Systema Naturae. Autor nadał gatunkowi nazwę Psittacus gramineus, a jako miejsce typowe błędnie wskazał wyspę Amboina (Ambon). Obecnie (2022 r.) papugę czarnokantarową zalicza się do rodzaju Psittacula. Nie wyróżnia się podgatunków.

## Zasięg występowania
Aleksandretta czarnokantarowa zamieszkuje indonezyjską wyspę Buru (południowe Moluki). Zasięg występowania wynosi ok. 2800 km².

## Morfologia
Aleksandretty czarnokantarowe osiągają 40–42 cm długości. Ważą prawdopodobnie około 250 g. W ubarwieniu dominuje kolor zielony. Czoło i wierzch głowy mają odcień niebieskawy. Przez kantarek od nasady dzioba do oka przebiega czarna linia. Lotki I rzędu oraz ich pokrywy są niebieskawe. Spodnia część ogona jest żółtawa, a górna zielona z żółtą końcówką. Dziób samców jest czerwony, a samic jasnoszary. Oczy są żółte. Nogi szare.

## Ekologia i zachowanie
Aleksandretty czarnokantarowe zamieszkują tereny od 600 do 1500 m n.p.m. porośnięte lasami. Jest to słabo poznany gatunek, brakuje wielu informacji na ich temat. Najprawdopodobniej żywi się owocami, World Parrot Trust sugeruje także nasiona i orzechy. Przypuszcza się, że prowadzi głównie nocny tryb życia, lecz nie ma na to dowodów. Sugestia ta powstała z powodu małej liczby obserwacji w ciągu dnia. Samica składa 2–3 jaja.

## Status i ochrona
Międzynarodowa Unia Ochrony Przyrody (IUCN) od 1994 r. uznaje aleksandrettę czarnokantarową za gatunek narażony (VU – vulnerable). Liczbę dorosłych osobników na wolności szacuje się na 2500–9999 i ma ona trend malejący. Największe zagrożenie dla tego gatunku stanowi utrata środowiska naturalnego. Sporadycznie ptaki te mogą być odławiane, lecz najprawdopodobniej nigdy nie zostały wywiezione poza granice Indonezji. Gatunek jest wymieniony w II załączniku konwencji waszyngtońskiej (CITES).